# Niptinus grandimaculosus
Niptinus grandimaculosus là một loài bọ cánh cứng trong họ Ptinidae. Loài này được Philips miêu tả khoa học năm 1998.